# Aethon
Aethon is een eenoogkreeftjesgeslacht uit de familie van de Lernanthropidae.
Tot deze familie horen de volgende soorten:
- Aethon garricki
- Aethon morelandi
- Aethon percis
- Aethon quadratus